# Blatnice pod svatým Antonínkem (przystanek kolejowy)
Blatnice pod svatým Antonínkem – przystanek kolejowy w miejscowości Blatnice pod Svatým Antonínkem, w kraju południowomorawskim, w Czechach. Znajduje się na wysokości 205 m n.p.m..
Na przystanku nie ma możliwości zakupu biletu, a obsługa podróżnych odbywa się w pociągu.

## Linie kolejowe
- 343 Hodonín – Veselí nad Moravou – Vrbovce